# 国岡真由美
国岡 真由美（くにおか まゆみ、1968年6月27日 - ）は、広島県福山市出身の日本の歌手。音楽グループ『ICE（アイス）』のボーカル。血液型O型。

## 人物
上京後、幾つかの音楽バンドでボーカルを務め、テレビの勝ち抜き音楽番組『三宅裕司のいかすバンド天国』（TBS）にも複数回出演した。1990年、ギタリストの宮内和之らとともに、音楽グループ『ICE（アイス）』を結成、ボーカルを担当する。『ICE』は、1993年にメジャー・デビューし、多くのアルバムをリリースする。2007年にメンバーであった宮内と結婚するも、同年12月に耳下腺癌のため先立たれた（享年43）。現在はユニット名を小文字の「ice」と改め、当時のサポートメンバーらと共に音楽活動を継続している。

## メディア出演
ICEのオールナイトニッポン0(ZERO)　ニッポン放送他　2024年1月6日27:00-29:00（7日3:00-5:00）